# William Tell (film)
William Tell (även benämnd Wilhelm Tell) är en brittisk-schweizisk biografisk och historisk dramafilm från 2024. Filmen är regisserad av Nick Hamm som även skrivit filmens manus. Den är är baserad på historien om Wilhelm Tell.
Filmen premiärvisades på Toronto International Film Festival den 5 september 2024. Den hade biopremiär i Sverige den 14 mars 2025, utgiven av SF Studios.

## Handling
Filmen utspelar sig i början på 1300-talet och kretsar kring Wilhelm Tell, en lokal jägare, som hjälper en bonde som dödat en österrikisk guvernör i säkerhet. Situationen eskalerar när ståthållaren beordrar Tell att skjuta ett äpple från sin egen sons huvud. Med sin familj hotad tvingas Tell att bli ledare i kampen bevara sitt lands frihet.

## Rollista (i urval)
- Claes Bang – William Tell
- Connor Swindells – Gessler
- Golshifteh Farahani – Suna
- Jonah Hauer-King – Rudenz
- Ellie Bamber – Bertha
- Rafe Spall
- Emily Beecham
- Jonathan Pryce
- Ben Kingsley